# Slade Norris
Slade Norris (Portland, 25 ottobre 1985) è un giocatore di football americano statunitense che gioca per i Detroit Lions della National Football League.

## Carriera Universitaria
Ha giocato con gli Oregon State Beavers squadra rappresentativa dell'università dell'Oregon State.
- Nella stagione 2006 - ha giocato 14 partite facendo 9 tackle di cui 4 da solo.
- Nella stagione 2007 - ha giocato 12 partite facendo 16 tackle di cui 13 da solo e 9 sack.
- Nella stagione 2008 - ha giocato 13 partite facendo 57 tackle"record personale" di cui 19 da solo, 10 sack"record personale", 2 deviazioni difensive, un fumble recuperato facendo nessuna iarda e 3 fumble forzati.

## Carriera professionistica

### Oakland Raiders
Al draft NFL 2009 è stato selezionato come 126a scelta dai Raiders. Il 6 settembre 2009 firma e viene inserito nella squadra di allenamento. Il 25 novembre viene promosso nei 53 giocatori "attivi" del roster della squadra causa l'infortunio di Jon Alston. Ha debuttato nella NFL il 6 dicembre 2009 contro i Pittsburgh Steelers. Il 30 dicembre è stato messo sulla lista infortunati a causa di un infortunio al muscolo posteriore della gamba.
Il 4 settembre 2010 viene svincolato, ma il giorno seguente viene inserito di nuovo nella squadra d'allenamento. Viene definitivamente svincolato il 23 dello stesso mese.

### Seattle Seahawks
Piccolissima parentesi con questa squadra.

### Jacksonville Jaguars
Il 10 novembre firma con i Jaguars e viene inserito nella squadra di allenamento.

### Statistiche
Stagione regolare
Legenda: PG=Partite giocate PT=Partite da titolare TT=Tackle T=Tackle TA=Tackle assistito S=Sack D=Deviazioni difensive I=Intercetto TI=Touchdown su intercetto YI=Yard su intercetto FF=Fumble forzato FR=Fumble recuperato YF=Yard su fumble.
| Stagione | Squadra              | PG | PT | TT | T | TA | S | D | I | TI | YI | FF | FR | YF |
| -------- | -------------------- | -- | -- | -- | - | -- | - | - | - | -- | -- | -- | -- | -- |
| 2009     | Jacksonville Jaguars | 4  | 0  | 2  | 1 | 1  | 0 | 0 | 0 | 0  | 0  | 0  | 0  | 0  |
| 2010     | Jacksonville Jaguars | 5  | 0  | 2  | 1 | 1  | 0 | 0 | 0 | 0  | 0  | 0  | 0  | 0  |

- (EN)  La sua scheda su NFL.com.

## Record personali in una stagione
Legenda: TT=Tackle totali S=Sack FF=Fumble forzati.
| TT            | S | FF |
| ------------- | - | -- |
| 2 ('09 e '10) | - | -  |